# Tunnel du Weissenstein
Le tunnel du Weissenstein est un tunnel ferroviaire franchissant la montagne homonyme jurassienne dans le canton de Soleure en Suisse. Construit entre 1903 et 1908, il mesure 3,7 km de long.

## Histoire
Le percement du tunnel du Weissenstein débute le 28 décembre 1903. Il est mis en service le 1er août 1908 avec 10 mois de retard en raison d’une infrastructure instable, de la ligne Solothurn-West – Moutier par le Solothurn–Münster-Bahn (SMB).
Le tunnel de Weissenstein devait être rénové de juin 2021 à 2022. En raison d'un recours déposé au tribunal administratif fédéral pour attaquer l'attribution du contrat des travaux à l'entreprise Implenia Suisse SA, la date de début des travaux est repoussée sine die et ne devraient pas pouvoir démarrer avant 2023. Le tribunal a annulé le contrat pour Implenia Suisse SA et l'a remis au consortium EWT,.
Le Tribunal fédéral (Suisse) n'a pas examiné le recours sur l'attribution du contrat des travaux de rénovation du tunnel. Le BLS peut ainsi débuter la rénovation du tunnel dès le printemps 2024 et qui durera jusqu'à la fin 2025. Durant les travaux, les gares et les arrêts sur le parcours seront adaptés aux exigences de la loi sur l'égalité des personnes handicapées. Le coût de rénovation du tunnel avoisine les 85 millions de francs.